# Správa základních registrů
Správa základních registrů byl správní úřad České republiky podřízený Ministerstvu vnitra. Vznikl k 1. lednu 2010 zákonem č. 111/2009 Sb. o základních registrech. Zanikl k 1. lednu 2024 zákonem č. 471/2022, který zřídil Digitální a informační agenturu, na niž kompetence Správy základních registrů přešly.
Úřad byl samostatnou organizační složkou státu, která byla účetní jednotkou a součástí rozpočtové kapitoly Ministerstva vnitra. V čele Správy základních registrů stál ředitel, kterého jmenoval a odvolávalministr vnitra. Správa základních registrů byla správcem Informačního systému základních registrů (ISZR).

## Práva a povinnosti
- Zajišťovala provoz těchto ISVS: Informačního systému základních registrů (ISZR), Registru práv a povinností (RPP), Registru obyvatel (ROB – fyzické osoby), Registru osob (ROS – právnické osoby), takzvaného Národního bodu a zodpovídala za jejich bezpečnost.
- Prostřednictvím ISZR realizovala vazby
  - mezi jednotlivými základními registry
  - mezi registry a agendovými informačními systémy (AIS)
  - mezi agendovými informačními systémy navzájem
- Zpřístupňovala referenční údaje v rozsahu oprávnění definovaném v registru práv a povinností
- Vedla záznamy o všech událostech, které s provozem informačního systému základních registrů souvisely

## Legislativa
Práva a povinnosti Správy základních registrů vyplývaly z těchto zákonů:
- 111/2009 Sb. – Zákon o základních registrech
- 250/2017 Sb. – Zákon o elektronické identifikaci
- 328/1999 Sb. – Zákon o občanských průkazech
- 297/2016 Sb. – Zákon o službách vytvářejících důvěru pro elektronické transakce
- 89/1995 Sb. – Zákon o státní statistické službě